# カール1世 (メクレンブルク公)
カール1世（Karl I., 1540年12月28日 - 1610年7月22日）は、メクレンブルク＝ギュストロー公（在位：1603年 - 1610年）。

## 生涯
カール1世はメクレンブルク公アルブレヒト7世とアンナ・フォン・ブランデンブルクの末息子である。1564年から1610年まで、カールは聖ヨハネ騎士団のミロー領の管理者を務めた。1576年に兄のヨハン・アルブレヒト1世が死去し、1603年3月14日にウルリヒ3世が死去した後、メクレンブルク＝ギュストロー公として領地を統治した。また、1592年に甥のヨハン7世からメクレンブルク＝シュヴェリーン領を相続したヨハン7世の息子アドルフ・フリードリヒ1世およびヨハン・アルブレヒト2世の後見人および摂政も務めた。また1592年から1610年まで、ラッツェブルク司教区の管理者でもあった。
領内でペストが流行していた1603年8月17日、カール1世はヴィスマール近郊のノイクロスターでイングランドの外交官スティーブン・レシュールと面会した。1603年に兄のメクレンブルク＝ギュストロー公ウルリヒ3世が亡くなると、カール1世はヨハン7世の未亡人ゾフィー・フォン・ホルシュタイン＝ゴットルプをその未成年の息子メクレンブルク＝シュヴェリーン公アドルフ・フリードリヒ1世およびヨハン・アルブレヒト2世の後見人と摂政に任じた。1608年、カールは皇帝にアドルフ・フリードリヒ1世が成人したことを宣言するよう要請した。